# Binnenkastell Keszthely-Fenékpuszta

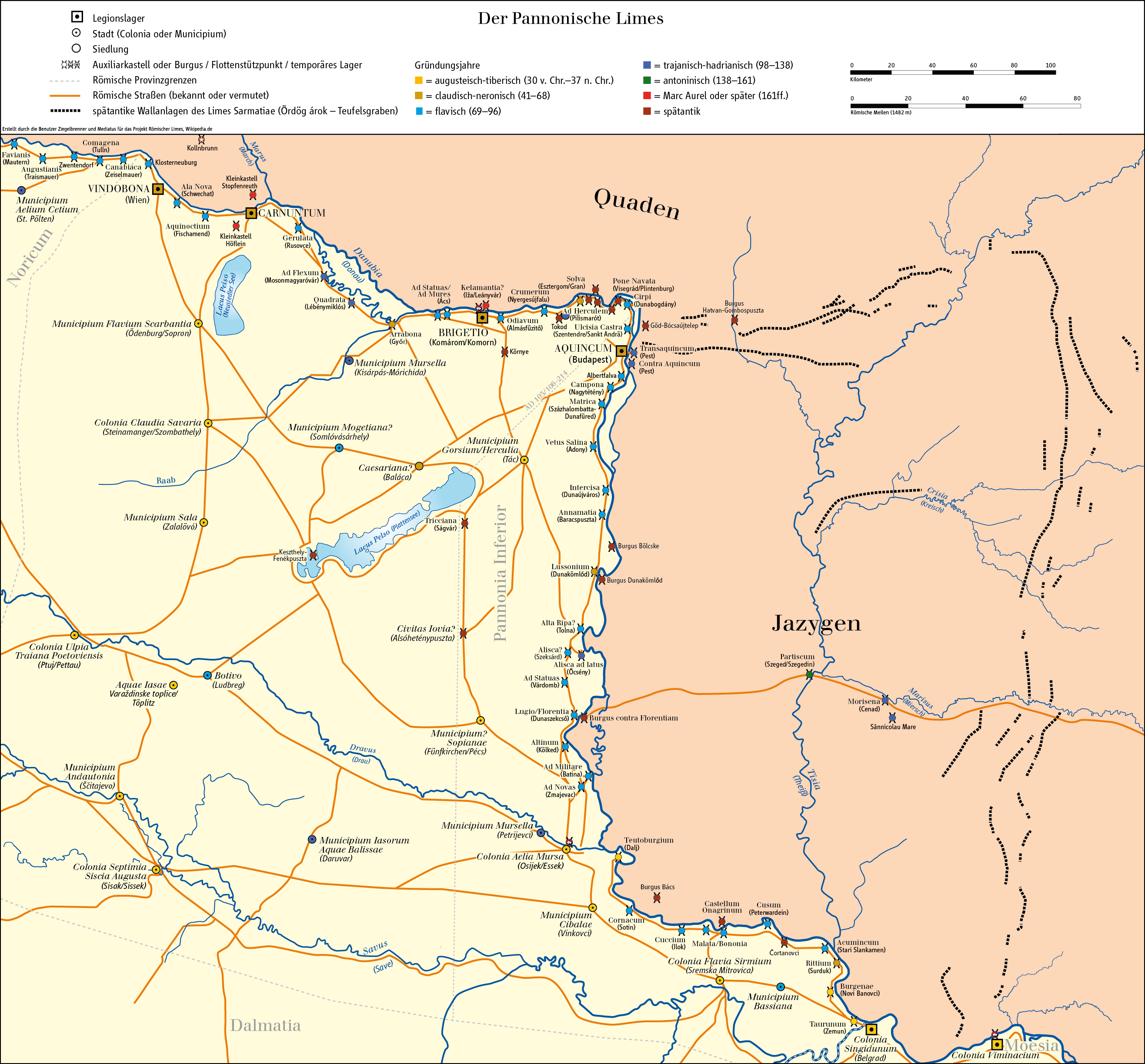
Der Limes in Pannonien mit Fenékpuszta

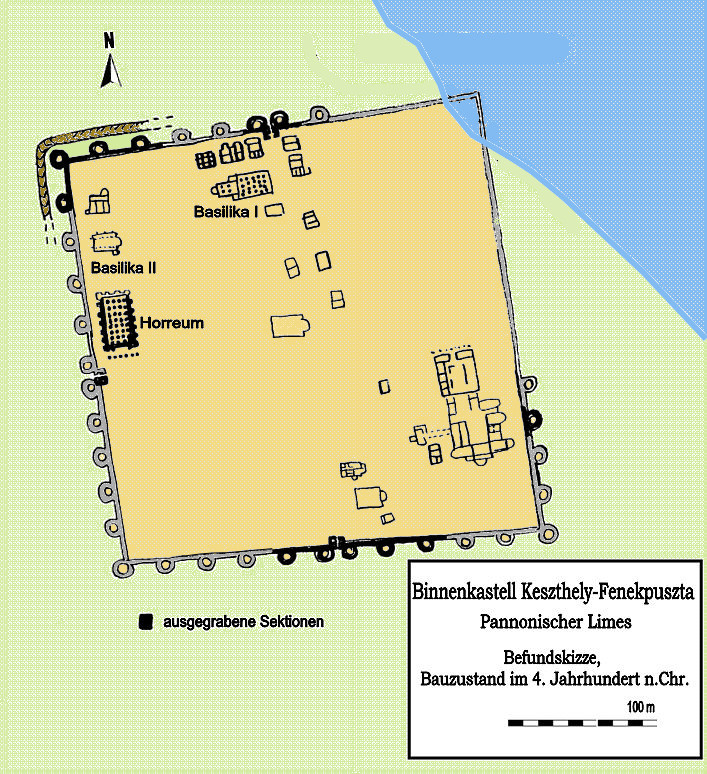
Grabungsskizze des Binnenkastells von Keszthely-Fenékpuszta, 4. Jahrhundert n. Chr

Ansicht der Schalenkonstruktion der Wehrmauer

Das Binnenkastell Keszthely-Fenékpuszta war im Römischen Reich ein Teil des pannonischen Limes (Limes Pannonicus). Die Ausgrabungsstätte liegt heute im Ortsteil Fenékpuszta der Stadt Keszthely am westlichen Ende des Plattensees im Komitat Zala in Ungarn.
Fenékpuszta ist einer der wichtigsten Fundorte Ungarns. Im Zentrum der archäologischen Forschung steht die dortige spätrömische Befestigung. Sie entstand wohl im mittleren Drittel des 4. Jahrhunderts. Ihre Besonderheit besteht darin, dass über das 5. Jahrhundert hinaus eine Siedlungskontinuität vorhanden ist, die bis in das 9. Jahrhundert reichte. Sie war eines der größten Bauprojekte im spätantiken Pannonien. Die mehrphasige Befestigung, eine rechteckige Anlage mit runden Seiten- und Ecktürmen, wurde auf dem Gebiet der römischen Provinz Pannonia I errichtet und gehört zur Gruppe der sogenannten Innenbefestigungen. Im 5. Jahrhundert avancierte das Kastell zu einer gotischen Königsresidenz. Seine Bewohner waren später die Begründer der sogenannten Keszthely-Kultur. Diese erreichte unter awarischer Herrschaft ihre größte Blüte. Seit Ende des 19. Jahrhunderts wurden über 1000 Bestattungen extra und intra muros (= innerhalb und außerhalb der Mauern) sowie 29 Steinbauten innerhalb der Festung erfasst. Die meisten dieser Gräber waren zwischen dem 4. und 9. Jahrhundert angelegt worden.

## Lage
Das Kastell gehörte in der Spätantike zum Verwaltungsbereich der Provinz Pannonia I. Es war an der südlichen Spitze der Halbinsel Fenékpuszta angelegt. Diese Lössbodenerhebung ragte in der Antike weit nach Süden in den Plattensee hinein. Fenékpuszta war damit zum größten Teil von Sumpf und von Wasser umgeben. Die Binnenfestung ließ sich daher gut verteidigen und konnte auch über den Wasserweg problemlos versorgt werden. In ihrer Nähe kreuzten sich in der Antike die Fernverkehrsstraßen Aquincum – Aquileia und Augusta Treverorum – Sirmium. Nicht weit davon befand sich auch ein Übergang über den Plattensee (lacus pelsoidis oder pelso), da sich hier der See stark verengte.
Heute sind große Teile des antiken Plattensees trockengefallen, sodass Fenékpuszta nicht mehr auf einer Halbinsel, sondern am Westufer des Sees liegt. Die Ausgrabungsstätte befindet sich sieben Kilometer südlich der Stadt Keszthely unmittelbar westlich der Uferstraße und der parallel verlaufenden Bahnlinie. Der Ort Fenékpuszta besteht aus den nicht mehr unterhaltenen, neoklassizistischen Gebäuden des ehemaligen Gestüts des österreichisch-ungarischen Adelsgeschlechts Festetics. Die konservierten antiken Mauerreste befinden sich wenige Meter nördlich und östlich dieser Häusergruppe. Sie sind offen zugänglich. Eine Infotafel am Parkplatz klärt über das Kastell und seine Geschichte auf.

## Name
Früher nahm man an, dass das Kastell mit dem antiken Valcum identisch sei. Diese Ansicht ist heute umstritten, genauso wie sich auch alle anderen Versuche, die Ausgrabungsstätte mit einem in Schriftquellen überlieferten Namen gleichzusetzen, nicht beweisen ließen. Mit ziemlicher Sicherheit ist das Kastell in der Notitia Dignitatum namentlich angeführt, konnte aber bisher keinem der dort in Frage kommenden Namen zugeordnet werden. Der heutige Ortsname Keszthely könnte sich von der spätantiken Festung ableiten. Die Etymologie des Wortes Keszthely lässt sich auf dessen zunächst slawischen Ursprung Kostel zurückführen, der sich wiederum direkt aus dem lateinischen castellum (= Festung oder Burg) ableitet und dieselbe Bedeutung besitzt. Im Jahr 1247 wird der Ort als Kesztel genannt. Das sich später entwickelnde ungarische Wortteil hely bedeutet Ort, Platz.

## Funktion
Der Bau der vier bekannten pannonischen – vom eigentlichen Limes am Donauufer relativ weit entfernten – Großkastelle erfolgte im Zuge der spätrömischen Militärreformen bzw. der Konzeption eines mehr in die Tiefe gestaffelten Verteidigungssystems im 4. Jahrhundert n. Chr. in dem auch die befestigten Städte Sopianae, Savaria, Gorsium (in seiner letzten römischen Bauphase) und Scarbantia miteinbezogen wurden. Neben seinen militärischen Funktionen erfüllte es wohl auch logistische Aufgaben. Es diente als Stützpunkt der mobilen Heeresverbände (Comitatenses) und Nachschubbasis für die Kastelle der vordersten Linie. Im Kriegsfall konnten sich die Soldaten und die Zivilbevölkerung der Region in das Kastell zurückziehen und sich dort zur Verteidigung konzentrieren, was auch seine ungewöhnlich große Innenfläche erklären würde. In diesem Fall avancierte das Kastell auch zu einem wirtschaftlichen Mittelpunkt in der Region.

## Forschungsgeschichte
Trotz 125-jähriger Forschungsarbeit konnten bislang nur einzelne Abschnitte des Kastellareals untersucht werden. Die Ausgrabungen in Fenékpuszta begannen in der Mitte des 19. Jahrhunderts und dauern bis heute an. 1899 grub Arpas Csak erstmals im Kastell. Im selben Jahr entdeckte er den Repräsentationsbau 25 im Innenbereich der Festung. Er rekonstruierte dessen Grundriss anhand der Beobachtung von Mauerverläufen, die er in engen Suchschnitten freilegte. Er machte jedoch keine Angaben zu den Funden oder zur chronologischen Einordnung des Gebäudes. Bálint Kuzsinszky beschrieb später einige Funde dieser Grabung. 1969 führte Karoly Saga hier weitere Suchschnitte durch. 1906 wurde in der Nähe des Nordtores die Basilika I entdeckt. 2002 grub Róbert Müller im Kastell. Geophysikalische Beobachtungen zeigten, dass noch mehr Reste von Steingebäuden im Lagerinneren vorhanden sind als bisher angenommen. Andras Mocsy datiert seine Entstehungszeit in die erste Tetrarchie, Karoly Sagi nahm an, dass es erst – aufgrund der lokalen Münzfunde – zwischen 330 und 340 gegründet wurde. Aladar Rotny und Róbert Müller plädierten (aufgrund der Rundtürme) für eine Erbauung in der Mitte des 4. Jahrhunderts.
Die Ergebnisse dieser Ausgrabungen wurden 2006 bis 2009 in einem Forschungsprojekt zusammengeführt und durch geophysikalische Prospektionen ergänzt. Aufgrund der dabei aufgekommenen Fragen und Unklarheiten wurde 2009 unter der Leitung von Orsolya Heinrich-Tamáska und Roland Prien ein deutsch-ungarisches Ausgrabungsprojekt begonnen, das (Stand 2019) bis heute andauert. Bei insgesamt sechs Grabungskampagnen wurden zwei Großbauten mit wohl repräsentativen Aufgaben (Gebäude 25 und Gebäude 27), eine Badeanlage und ein Getreidespeicher erforscht. Die Ergebnisse der Ausgrabungen werden im Rahmen einer Ausstellung ab September 2019 im Balatoni Museum präsentiert.

## Entwicklung
Das Kastell wurde vermutlich im 4. Jahrhundert von der römischen Armee über den Resten einer mittelkaiserzeitlichen Siedlung erbaut. Für eine zentrale Planung sprechen unter anderem die weitgehend übereinstimmende Bauausführung mit den anderen vier bekannten Binnenkastellen in Pannonien sowie die – oft zur selben Zeit erfolgten – Umbaumaßnahmen. Die Lage des Kastells und die noch relativ schmale Umfassungsmauer der ersten Bauperiode lassen annehmen, dass die Militärführung damals wohl nicht mit einer Belagerung rechnete. Entlang der Donaugrenze des römischen Reiches existierten eine Reihe ähnlich strukturierter Befestigungen, deren Entstehung wohl in den Kontext der militärischen und administrativen Reformen im 4. Jahrhundert einzuordnen ist. Sie weisen zwar Merkmale einer Stadtanlage auf (repräsentative Bauwerke, Ehrenmonumente), die militärischen Bauten und großen Kornspeicher deuten gleichzeitig aber auf eine logistische Funktion für die römische Armee hin.
Um 374 brannte die Festung nieder. Am Ende des 4. Jahrhunderts wurde sie wieder instand gesetzt und darin eine Basilika errichtet. In dieser Zeit hatte sich auch das Christentum in Pannonien in weiten Teilen der Bevölkerung durchgesetzt.
Als Westrom die Provinzen Pannonia I und Valeria in den Jahren zwischen 406 und 433 vertraglich an die Hunnen abtrat, wurden auch die Kastelle und die übrigen Innenbefestigungen von der Armee geräumt. Die Festung von Fenékpuszta hingegen wurde nun zum Rückzugsort für die verbliebene provinzialrömische Bevölkerung und wandelte sich zu einem zivilen Oppidum. Um 440 wurde den Ostgoten von den Hunnen Siedlungsland am Plattensee zugewiesen. Nach der Schlacht am Nedao, 453/454, wurden die Hunnen aus Pannonien verdrängt. 455 versuchte Kaiser Avitus das westliche Pannonien wieder dem weströmischen Reich anzugliedern. Zu dieser Zeit dürften in Fenékpuszta auch reguläre römische Truppen eingerückt sein, die hier u. a. ihren Nachschub einlagerten. Im darauffolgenden Jahr bestätigte Kaiser Markian gotischen foederati unter Führung der Brüder Valamer, Thiudimir und Vidimer das Siedlungsrecht in den pannonischen Provinzen. Das Kastell wurde daraufhin von ihnen gestürmt und schwer beschädigt. Für den anschließenden Wiederaufbau wurde die im Umland lebende Zivilbevölkerung herangezogen. Laut dem gotischen Chronisten Jordanes schlug Thiudimir seine neue Residenz am Ufer des Plattensees auf. Mit ziemlicher Sicherheit quartierten er und sein Gefolge sich im Kastell ein. Nach Abzug der Ostgoten unter Theoderich nach Mösien (473) siedelten sich wieder Romanen im Kastell an und überstanden im Schutz seiner Mauern – vermutlich relativ unbeschadet – die Turbulenzen der Völkerwanderungszeit.
536 drangen die Langobarden in Pannonien ein. Die Gräberfelder rund um das Kastell legen nahe, dass die Festung zu dieser Zeit noch weitgehend intakt war und als gut geschützter, zentraler Siedlungsplatz und örtliches Wirtschaftszentrum diente. Die Langobarden besetzten es anscheinend nicht, da keine diesbezüglichen Funde in seinem Inneren ans Tageslicht kamen. Entweder waren sie nicht in der Lage das Binnenkastell einzunehmen oder ihre Hinterlassenschaften konnten archäologisch nicht richtig zugeordnet werden. Dennoch kontrollierten sie anscheinend die Südseite des Seeübergangs, wie das Gräberfeld auf der Landzunge von Vörs zeigt. 568 zogen sie – nach Abschluss eines Vertrages mit den Awaren – nach Italien ab, auch ein Teil der romanischen Bevölkerung schloss sich ihrem Zug an. Die meisten Bewohner Fenékpusztas harrten jedoch weiterhin hier aus und plünderten anschließend das langobardische Gräberfeld von Vörs.
Die transdanubischen Gebiete Pannoniens standen nun unter der Herrschaft der Awaren. Den Romanen in Fenékpuszta wurde von den Khaganen eine weitgehende Autonomie zuerkannt, im Gegenzug lieferten sie als Tribut Agrar- und Handwerksprodukte. Da sie am Rande des awarischen Machtbereiches lebten, konnten sie – nach der Fundlage zu schließen – weiterhin problemlos ihre Kontakte zu Italien und dem oströmischen Reich aufrechterhalten. Anscheinend wurde die Region um Fenékpuszta von den Awaren auch nicht großflächig besiedelt. Anzeichen eines gewissen Wohlstandes (Funde von Trachtbestandteilen) deuten auf neue Zuwanderer aus Byzanz und germanischen Stammesgebieten hin. Vermutlich bildete sich im Laufe der Zeit eine örtliche Oberschicht heraus, die ihre Toten entweder direkt in der Basilika II und auf dem Areal östlich des Kastellhorreums bestattete. Das niedere Volk begrub seine Verstorbenen außerhalb der Südmauer. 626 erlitten die Awaren bei der Belagerung von Konstantinopel jedoch eine katastrophale Niederlage. In ihrem Machtbereich brach daraufhin ein Bürgerkrieg aus. Auch das Binnenkastell wurde im Zuge der Kampfhandlungen von den Awaren gestürmt und in Brand gesteckt. Die romanische Oberschicht floh oder wurde getötet, ihre Gräber bei der Basilika II wurden geplündert und die Überlebenden nach Keszthely umgesiedelt. Die Binnenfestung selbst wurde von den Awaren aber offensichtlich nicht auf Dauer besetzt. Karoly Sagi glaubte hingegen nicht, dass es vollkommen aufgegeben wurde. Seiner Ansicht nach wurde nach 630 die Basilika II wieder aufgebaut und ein Teil der Bewohner hielt weiterhin an ihren Wohnsitzen im Kastell fest.
Nach 630 verschoben sich die Grenzen des Awarenreiches noch weiter nach Westen und Südwesten. Die christlich-romanische Bevölkerung Pannoniens wurde dadurch völlig von Italien und Byzanz abgeschnitten. Im Zuge dessen bildete sich bei ihnen die sogenannte „Keszthely-Kultur“ heraus. Sie setzte vermutlich mit Übernahme der Herrschaft durch die Awaren im späten 6. Jahrhundert ein. Die Spätphase dieser Kultur erstreckte sich auf das 7. und 8. Jahrhundert. Den Romanen gelang es offensichtlich auch, trotz ihrer Isolation, ihren angestammten Glauben und ihre Sprache weiter zu pflegen und zu bewahren. Um 796 wird von pannonischen Christen berichtet, die unter der Führung ihrer Priester mitten unter den Awaren lebten.
Anfang des 9. Jahrhunderts wurde das Awarenreich von den Franken unter Karl dem Großen unterworfen und das westliche Pannonien als sogenannte Awarische Mark dem fränkischen Reich einverleibt. Das Kastell wurde wiederaufgebaut und von den überlebenden Awaren und vor allem Südslawen, letztere waren zu Beginn des 9. Jahrhunderts hier eingewandert, besiedelt. Die Festung hatte zu dieser Zeit ihre Bedeutung als regionales Zentrum eingebüßt. Der Herrschaftsmittelpunkt verlagerte sich nun ins benachbarte Zalavar, wo eine frühfeudale civitas mit Herrenhof und mehrere Kirchen entstanden, vermutlich der Sitz des slawischen Dux Pribina, der von Nitra hierher geflüchtet war. Im 10. Jahrhundert wurde es von den Magyaren endgültig zerstört und danach von der Bevölkerung zum größten Teil zur Gewinnung von Baumaterial abgetragen.

## Kastell
Nach Radnóti gehört die Binnenfestung zusammen mit den Anlagen von Ságvár, Környe, und Alsóhetény zu einem Bautyp, der sich deutlich von den anderen spätantiken Kastellen entlang des pannonischen Donaulimes unterscheidet. Die Ausgrabungen zeigten, dass nicht nur die Umwehrung, sondern auch der Innenausbau sowie die Bauphasen dieser Binnenkastelle sehr starke Parallelen aufweisen. Sie alle wurden im selben Zeitraum gegründet. Die Auswertung der bisherigen Befunde ergab, dass Fenékpuszta wohl im 4. Jahrhundert errichtet worden war. Es handelte sich um eine mehrphasige Anlage mit einem nach den vier Himmelsrichtungen orientierten, leicht nach Westen verzogenen, quadratischen Grundriss. Sie bedeckte eine Fläche von 377 × 358 m. Auffallend ist, dass das Binnenkastell in eher ungünstiger Lage, auf einem nach Osten abfallenden Hang errichtet wurde. Vermutlich wollte man ein schon bestehendes Gebäude in den Mauerring integrieren (siehe Gebäude 25). Im Norden wurde außerhalb zusätzlich – ca. 800 m von der Mauer entfernt – ein Erdwall aufgeschüttet. Die Kastellmauer selbst wurde von 32 zweigeschossigen Rundtürmen und vier Ecktürmen verstärkt. Man schätzt, dass in der Mauer bis zu 85.000 m³ an Steinmaterial verbaut wurden. Die Nordostecke wurde zwischen dem 16. und 17. Jahrhundert durch den Plattensee restlos abgeschwemmt. Betreten werden konnte das Kastell durch vier Tore (mit jeweils einer Durchfahrt) im Norden, Süden, Westen und Osten. Diese waren an der Außenseite jeweils mit zwei runden Flankentürmen mit einem Durchmesser von 12 m und an ihrer Innenseite mit einem quadratischen Turm, der in seinem Obergeschoss eine Wachstube beherbergte, verstärkt. In Phase I war die Wehrmauer noch mit hufeisenförmigen Zwischentürmen und Fächertürmen an den Ecken ausgestattet, wie es auch vielfach an anderen Limeskastellen dieser Zeit beobachtet werden konnte, in Phase II wurden sie durch Rundtürme ersetzt. Das Kastell war wohl auch fast vollständig von einem Graben umgeben, seine Reste hat man allerdings nur an der Nordwest-Ecke entdeckt.
Bei den Grabungen in den 1970er Jahren stellte man fest, dass die runden Seitentürme schon der Bauphase II angehörten. Die Umfassungsmauern waren bis zu ihren Fundamenten abgetragen und im unmittelbaren Bereich der Türme sogar komplett entfernt worden. Danach wurden sie wieder neu hochgezogen und auf 2,0 m bis 2,7 m verbreitert. Die Mauern der Rundtürme hatten ebenfalls eine Stärke von 2,7 m, ihr Durchmesser betrug 14 bis 15 m. Solche – allerdings etwas größere – Türme fanden sich nun auch an den Lagerecken. Die Ausmaße der Festung insgesamt hatten sich bei den Umbaumaßnahmen aber nur geringfügig geändert. Auch die Positionen der vier Tore blieben dieselben. Die Befunde in Fenékpuszta und im Binnenkastell von Alsoheteny ergaben, dass die Umbauten in beiden Lagern zur Zeit der Regierung von Valentinian I. durchgeführt wurden.

Südtor
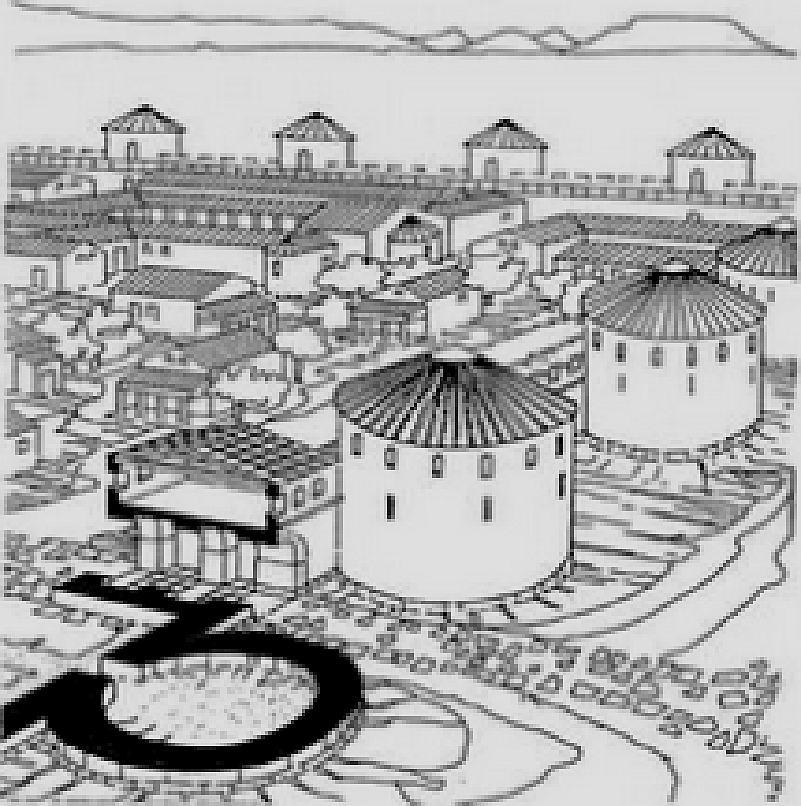
Rekonstruktion/Aufriss des Südtores
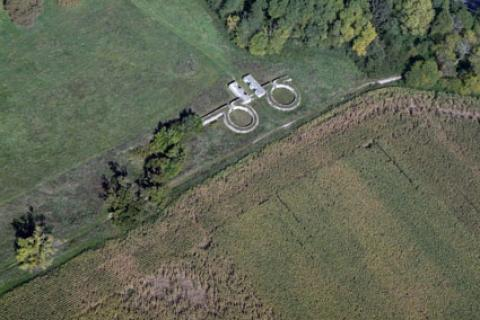
Luftaufnahme von Südwesten
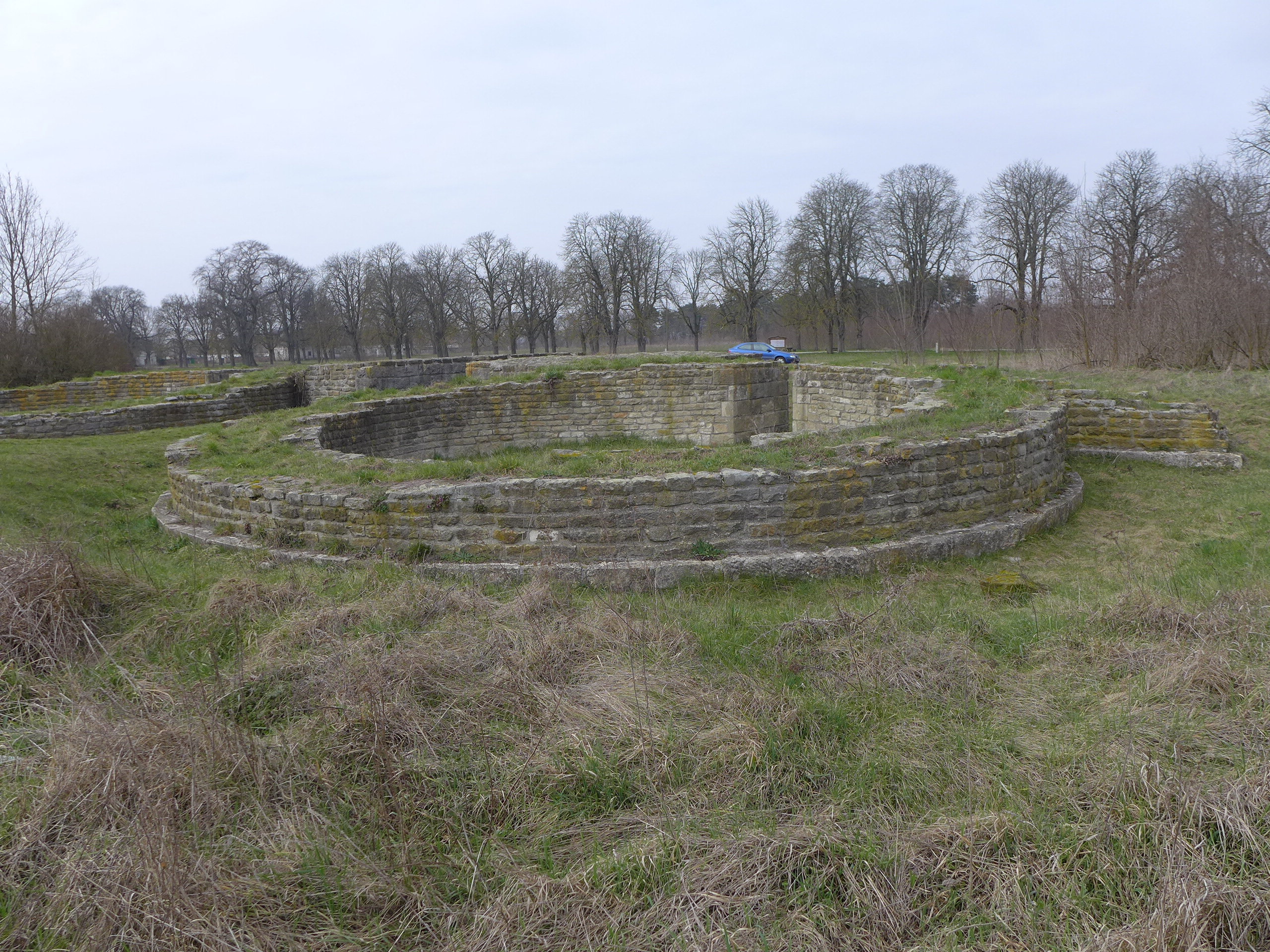
Das Tor von Südosten
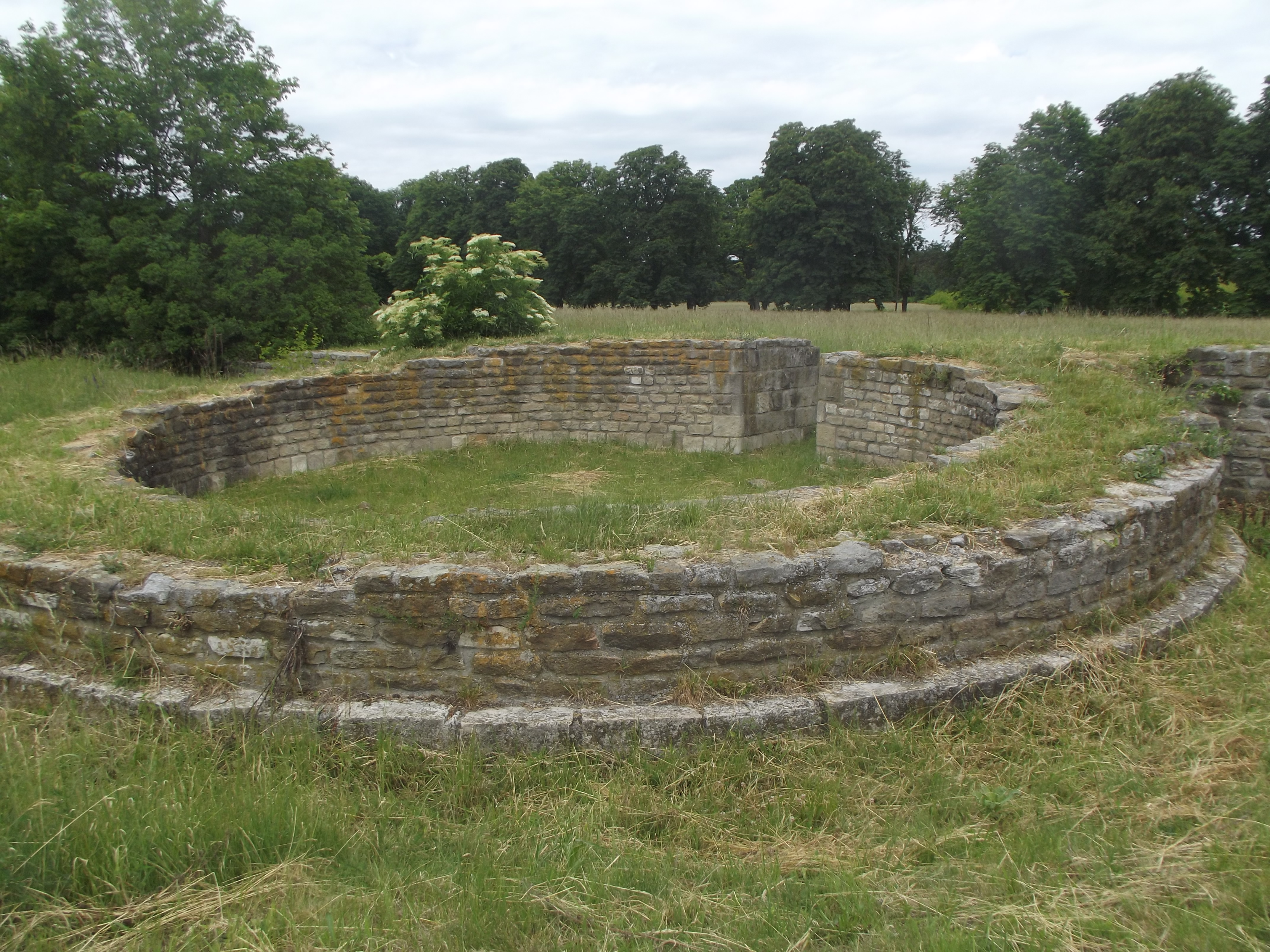
Westlicher Rundturm des Tores
Zugang zum Turm
Detailansicht Mauerkonstruktion

## Innenbebauung
Bislang konnten im Innenbereich 29 Steinbauten lokalisiert werden, die sich entlang der beiden Lagerhauptstraßen aufreihten. Das Gebäudeensemble wurde von einem villenähnlichen Haupt- oder Kommandogebäude (Praetorium oder Principia), einem großen Lagerhaus (Horreum) am Westtor, einem 102 m langen Wirtschaftsgebäude an der Ostmauer dominiert. Des Weiteren standen hier Stallungen oder Pferche, eine Kasernenbaracke und ein Badegebäude (Therme). Gleichzeitig mit der Festung entstanden das Speichergebäude am Westtor, der Nordtrakt von Gebäude 25 und Gebäude 4, deren Säulenvorbau den Lagerhauptstraßen (via principalis, via praetoria) zugewandt waren. Beide Hauptstraßen strebten auf ein Tetrapylon im Zentrum des Kastellgeländes zu. Direkt neben dem Speichergebäude stand die frühchristliche Basilika I. In der zweiten Bauperiode wurden bei einigen Gebäuden die Fußböden noch etwas erhöht. Aus karolingischer Zeit sind u. a. auch ebenerdige Grubenhäuser bekannt.

### Gebäude 25 (ehemals Gebäude A)

Befundskizze Gebäude 25, 1899–2002

Das repräsentative, ca. 100 m lange und 50 m breite, mehrphasige Bau bestand aus zwei Gebäudeflügeln, einer Peristylvilla im Norden und einer Portikusvilla im Süden. Welcher von den beiden der ältere ist, ist noch umstritten. Nach den Grabungsergebnissen von 2002 könnte die Portikusvilla im Süden als erste – noch vor Gründung der eigentlichen Binnenfestung – erbaut worden sein. Möglicherweise handelte es sich um eine der zahlreichen villae rusticae in Pannonien. Der Nordtrakt entstand wohl zur selben Zeit wie die Festung. Endre Tóth vertritt die Meinung, dass Gebäude 25, aufgrund des Fehlens von Spuren einer aufwendigen Innendekoration, längere Zeit nur als Rohbau bestanden habe. Dies gilt jedoch nur für die Phase I des Kastells. Der Komplex verfügte über einen Peristylhof und einer Halle mit Apsis (triclinium?). Einige der Räume waren beheizbar und mit einfachen Estrich- oder Terrazzoböden ausgestattet. Im Südtrakt fanden sich 2002 auch Spuren von Umbaumaßnahmen. Nach dem Abriss der östlichen Apsis im südöstlichen Trakt, wurde an ihrer Stelle ein kleines Badegebäude (therme) errichtet. Wahrscheinlich wurde das Gebäude gegen Mitte des 5. Jahrhunderts durch ein Feuer zerstört, aber danach wieder aufgebaut. Im Zerstörungsschutt fand Arpad Csak bemalte Wandputzfragmente (Marmorimitationen, Pflanzenmotive). Des Weiteren berichtete Csak von verkohlten Balkenresten, zerschmolzenem Metall und Glas. Vermutlich wurde der Bau bis zum 8. Jahrhundert benutzt.

### Basilika I
Am Nordtor stieß man auf einen fünfschiffigen Bau. Das Gebäude bestand aus einem West- und einem Osttrakt. Er war von West nach Ost ausgerichtet und wurde im Westen durch eine Apsis abgeschlossen. Der Osttrakt war rechteckig, sein Dach wurde durch fünf Säulenreihen mit je fünf Pfeilern pro Reihe abgestützt. Er ähnelt stark dem Grundriss eine Horreums. Vermutlich besaß er am östlichen Abschluss noch einen Portikus, der direkt an der Lagerhauptstraße stand. Im 9. Jahrhundert war das Gebäude vermutlich schon vollkommen zerfallen, da man in seinem Inneren ein Grubenhaus und einen Schmelzofen aus karolingischer Zeit nachweisen konnte. Auf dekorative Ausstattungen wie Mosaike, Fresken, Marmorfußböden oder dergleichen wurde offensichtlich gänzlich verzichtet.
Seine Definition als Sakralgebäude ist umstritten. Bálint Kuzsinszky ging von einem Profanbau aus, Mária T. Bíró von einem Horreum. Endre Tóth hielt es – aufgrund seines Grundrisses- ebenfalls für ein reines Repräsentationsgebäude. Karoly Sagi glaubte, dass es nie fertiggestellt wurde, da manche Pfeiler von spätrömischen Gruben durchschnitten und keine Fußböden eingezogen worden war. Außerdem fehlte eine Brand- oder Zerstörungsschicht. Seiner Ansicht nach war der Bau als Unterkunft des Lagerkommandanten oder für hohe Würdenträger geplant (praetorium). Tibor Nagy hielt sie hingegen für eine frühchristliche Basilika. Es gibt bislang keine konkreten Hinweise darauf, dass die Basilika I jemals als Kirche genutzt wurde. Möglich wäre auch, dass es zuerst als Horreum genutzt und später durch den Zubau des Westtraktes einer anderen Verwendung zugeführt wurde.

### Basilika II
Das Gebäude stand in der NW-Ecke des Kastells. Bei ihm konnte Károly Sági insgesamt sechs Bauphasen unterscheiden (A–F). Auf die ersten beiden, in denen die Basilika wohl noch für profane Zwecke genutzt wurde, folgten zwei weitere (C–D), in denen sie zur Kirche umgebaut wurde. Ab der Mitte des 4. Jahrhunderts wurde der Basilika ein Saal mit einer östlichen Apsis und einem Terrazzofußboden hinzugefügt. Von Nord nach Süd wurde er von einem Heizkanal durchzogen. Später wurde es noch nach Westen erweitert. Der Haupteingang lag im Westen, von dem aus man über eine Stufe in den etwas tiefer gelegenen Saal gelangte. Die Basilika II verfügte im Endausbau über drei Schiffe die im Osten jeweils durch eine Apsis abgeschlossen waren sowie über einen Narthex und einem Portikus. Die dreischiffige Bauphase F wird in das 6.–7. Jahrhundert datiert. Ob damals auch die Pfeiler an der Nordwand, die Kapelle im Süden und die kleine Apsis im Westen ent- bzw. bestanden, ist ungeklärt. Da sie aus denselben Baumaterial bestanden (Basalt und Dolomit) ist das jedoch wahrscheinlich. Derartige Gebäude finden sich auch häufig in Dalmatien und im Italien des 6. und 7. Jahrhunderts.
Sie ist bis heute der einzige Steinbau im Kastellinneren, von dem eine detaillierte Grabungsdokumentation vorliegt. Er gilt auch als der bisher einzige nachgewiesene frühchristliche Kirchenbau nördlich der Drau die über das 5. Jahrhundert hinaus genutzt wurde. Vielleicht ist es am Ende des 4. Jahrhunderts aus einem spätantiken Profangebäude hervorgegangen und stand bis in das 10. Jahrhundert in Verwendung. Funde, wie z. B. Steinornamente die auf eine Kirche hinweisen würden, fehlen völlig, im Gegensatz zu anderen Fundstellen in Pannonien.

### Horreum am Westtor
Das mehrphasige, von Ost nach West ausgerichtete Lagerhaus mit vier Pfeilerreihen und einem Portikus entstand vermutlich gleichzeitig mit dem Kastell. Backöfen in seiner unmittelbaren Nähe legen den Schluss nahe, dass es bevorzugt zur Einlagerung von Getreide benutzt wurde. Das Gebäude wurde zwar zwei Mal durch ein Feuer zerstört, aber danach jedes Mal wieder (leicht verändert) aufgebaut. Verkohltes Getreide aus seinem Lagerbestand konnte an mehreren Ausgrabungsstellen in der Festung nachgewiesen werden. Es wurde u. a. auch zur Planierung der Lagerhauptstraße verwendet. Danach ließen sich keine Zerstörungs- oder Umbauspuren mehr feststellen. Nach dem ersten Brandereignis wurden nur noch die zwei mittleren Pfeilerreihen wiederaufgebaut und es dürfte wieder in erster Linie als Lager verwendet worden sein. Während Bauphase I und II entstanden vermutlich auch die Backöfen östlich des Horreums. Die von Dorottya Gáspár vorgetragene Meinung, dass es sich, aufgrund der zahlreichen Gräber um das Gebäude herum, um den, in der zweiten Hälfte des 6. Jahrhunderts errichteten, Vorgängerbau der Basilika II handele, wird in der Forschung mehrheitlich abgelehnt.

Basilika II und Horreum
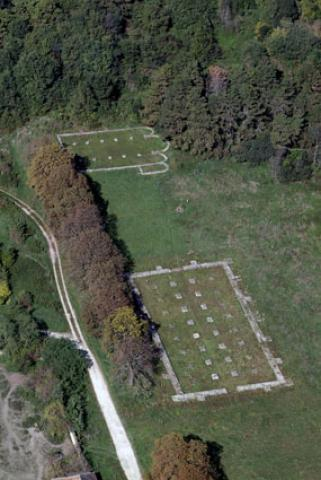
Luftaufnahme von Süden auf das Horreum und die frühchristliche Basilika II
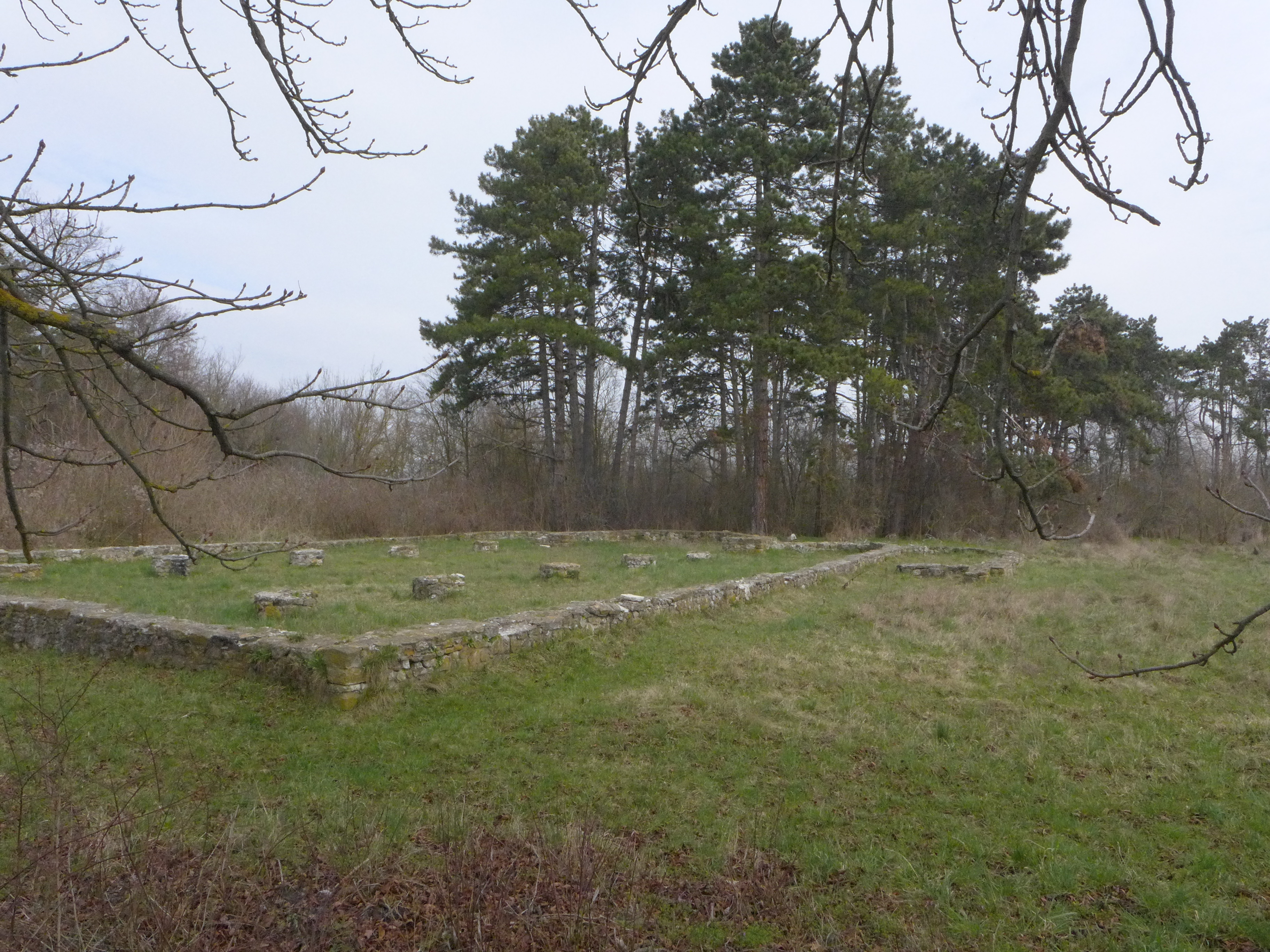
Blick von Südwesten auf die konservierten Grundmauern der Basilika II
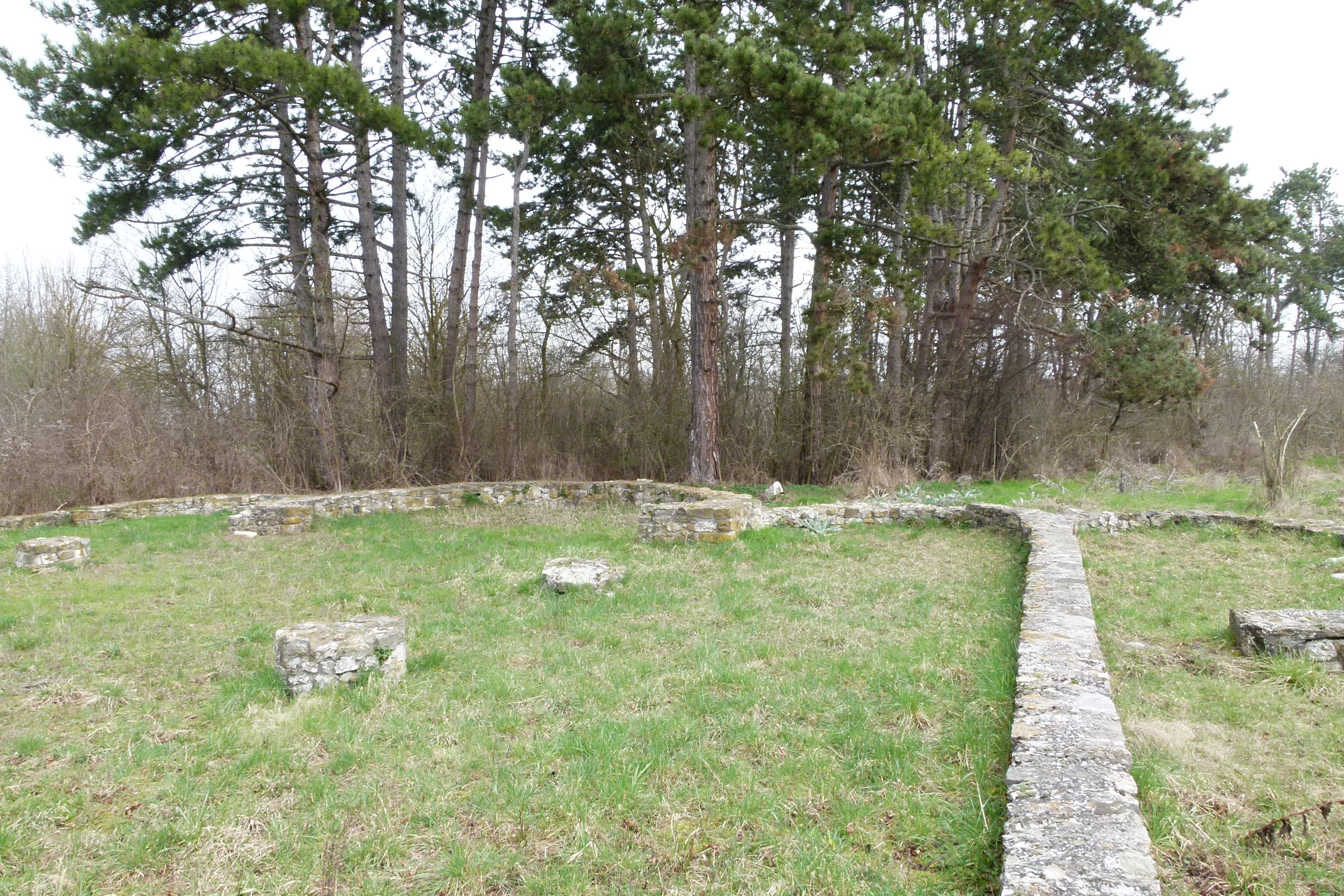
Die Fundamente der Basilika II
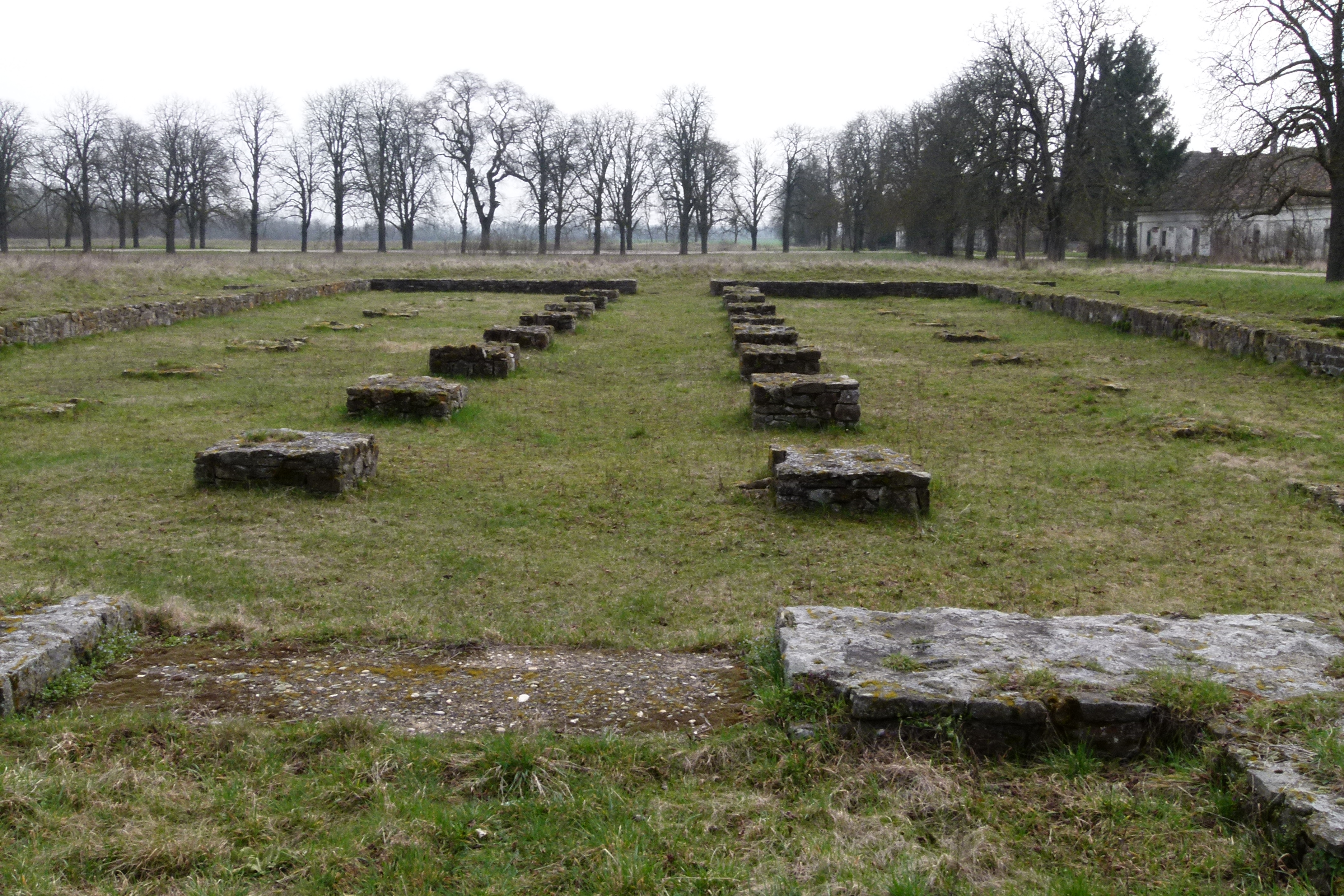
Blick von Norden auf das Horreum

## Hafen
Wo genau sich der Hafen des Kastells befand, blieb bis heute ungeklärt. Er lag entweder an der Ostseite der Halbinsel, da hier ein Tor vorhanden war, oder – noch wahrscheinlicher – an der Südseite, wo die südliche Ausfallstraße aus dem Kastell endete und sich mit ziemlicher Sicherheit der Anleger für eine Fähre befand. Karoly Saga vermutete, dass man mit ihr von hier aus entweder in Richtung Vörs oder Balatonszentgyörgy übersetzen konnte.

## Garnison
Die – vermutlich ständig – im Kastell stationierte Limitanei-Kohorte war wohl zahlenmäßig relativ klein und erfüllte nur die routinemäßigen Garnisonsaufgaben. Zur Verteidigung der Festung dürfte sie ohne Verstärkung nicht in der Lage gewesen sein. Welche Einheiten der römischen Armee in Fenékpuszta standen, ist mangels Quellen unbekannt.

## Wirtschaft
Das Kastell entwickelte sich im Laufe der Zeit zu einem regionalen Wirtschaftszentrum. Die hier ansässige Bevölkerung betrieb alle Arten von Handwerk (Schmiede, Maurer, Steinmetze, Hafner, Gerber, Goldschmiede) sowie Ackerbau und Viehzucht. Bei den Grabungen wurde eine große Zahl an landwirtschaftlichen Geräten geborgen. Darunter sind besonders bemerkenswert die Überreste (Schar, Sech, Pflugkette) eines technisch sehr aufwendig konstruierten Pfluges. Im westlichen Rundturm des Nordtores konnte die Werkstatt eines Goldschmiedes nachgewiesen werden. Die bisher in Fenékpuszta geborgenen Gegenstände zeigen, dass keine neuen Produkte angefertigt, sondern wohl in erster Linie Bronzegefäße, Kästchen, diverse Geräte etc. wieder ausgebessert wurden. Aus der örtlichen Keramikproduktion kamen u. a. Krüge und Gefäße mit Einglättverzierung ans Tageslicht.

## Gräberfelder
Um Keszthely wurden während des 19. und 20. Jahrhunderts mehrere Nekropolen entdeckt. Zu den dort freigelegten Bestattungsbeigaben gehören mit menschlichen Gesichtern verzierte Eimerrandbeschläge und byzantinische Bleisiegel, die auf einen engen Kontakt der hier ansässigen romanisch-christlichen Bevölkerung zum merowingischen Frankenreich sowie dem mediterranen Kulturraum schließen lassen. Auch wird aus den Grabungsbefunden deutlich, wie die spätantiken Traditionen bis in das 7. Jahrhundert fortlebten.
| Lage                       | Zeitstellung          | Bemerkung | Abbildungen |
| -------------------------- | --------------------- | --- | ----------- |
| Gräberfeld an der Südmauer | 5. – 9. Jahrhundert   | Vor der Südmauer der Befestigung befinden sich mehrere Gräberfelder, auf denen bisher insgesamt über 1000 Gräber freigelegt wurden. Unmittelbar vor dem westlichen Teil der Südmauer befindet sich ein großes Gräberfeld der frühen Keszthely-Kultur (6.–7. Jahrhundert). Zu beiden Seiten des Südtores direkt vor der Mauer erstreckt sich das karolingerzeitliche Gräberfeld aus der zweiten Hälfte des 9. Jahrhunderts. In ca. 200 m Entfernung befindet sich ein völkerwanderungszeitliches Gräberfeld des 5. Jahrhunderts, aus dem 21 Skelette mit künstlicher Schädeldeformationen geborgen wurden. Die Sitte der Schädeldeformation gelangte mit den Hunnen nach Mitteleuropa. Die spätantiken Gräber gruppierten sich um ein Steingebäude, vermutlich eine mehrphasige Grabkapelle (cella memoriae) mit mensa und fünf Bestattungen, das ca. 1,5 km vom Südtor entfernt stand. Vermutlich ein Familiengrab, das mehrmals erweitert worden war. Man fand hier überwiegend Erd- und sogenannte Ziegelgräber in denen das einfache Volk für gewöhnlich seine Toten begrub. Ihre Seitenwände setzten sich aus gemauerten Ziegeln (tegulae) zusammen die mit dachförmig aufgesetzten Ziegeln (imbrices) entlang ihrer Kante oder sekundär verwendeten Sarkophagdeckeln abgedeckt waren. An Beigaben konnten Perlen, Gewandfibeln vom Zwiebelkopftyp, Armringe und Münzen geborgen werden. Die spätantiken Bestattungen endeten im 5. Jahrhundert. Die Bestattungen des 6. und 7. Jahrhunderts waren entweder einfache Erdgräber oder verfügten über Steinpackungen entlang der Grabgrube. Manchmal wurden die Toten auch auf eine Unterlage aus Holzbrettern gebettet. Frauen wurden mit Körbchenohrringen, Stylusnadeln, Armringe mit offenen Enden und Scheibenfibeln bestattet. Bei Männern waren vereinzelt Gürtelgarnituren zu finden. Man fand auch Beigaben, die der Kezthely-Kultur zugeordnet werden konnten. Gräber aus karolingischer Zeit entdeckte man westlich und östlich des Südtores. Entgegen der christlichen Tradition wurden den Verstorbenen auch Waffen, Ausrüstungsgegenstände und Essensvorräte ins Grab gelegt. Die Toten lagen meist in Särgen. |             |
| Gräberfeld Flur Ödenkirche | 5. bis 6. Jahrhundert | An Beigaben gelangten zweireihige Knochenkämme in den Boden. In einem Männergrab (14) kam ein Kamm mit Taschenschuber zum Vorschein. Der Tote hatte ebenfalls einen deformierten Schädel und stammte vermutlich nicht aus der Gegend um Keszthely-Fenékpuszta. In den Gräbern Nr. 10 und 17 stieß man auf vier Gewandfibeln. Sie lagen auf den Schultern und dürften ursprünglich eine Art Peploskleid zusammengehalten haben. In Grab Nr. 5 lagen polyederförmige Ohrringe als Beigaben. Die Anzahl der Kinder und Jugendlichen mit Turmschädel war unter den hier Bestatteten unverhältnismäßig groß. 11 von 21 erreichten nicht das Alter eines Erwachsenen. Vermutlich handelte es sich um damals unter hunnischer Herrschaft stehende Ostgermanen, bei denen die Sitte der Schädelbandagierung weit verbreitet war. |             |
| Gräberfeld am Horreum      | 6. Jahrhundert        | Östlich des Horreums (wahrscheinlich um eine Holzkirche) wurden insgesamt 36, von Ost nach West orientierte, Körperbestattungen ergraben. Die meisten dieser Bestattungen waren beigabenlos, sieben Gräber hingegen sehr reich ausgestattet. Die Beigaben sind byzantinische bzw. byzantinisch beeinflusste Produkte. Sie zählen zu den herausragendsten handwerklichen Erzeugnissen des 6. Jahrhunderts in Pannonien. Die Grabreihen passten sich an den Verlauf der Ostmauer des Speichergebäudes an. Es dürfte also bei Anlage der Gräber noch gestanden haben. Keines der Gräber war von einer Steinpackung eingefasst. Hier wurden in der Mehrzahl Frauen begraben. Den Toten wurden als Beigaben Körbchenohrringe und Gewandnadeln der frühen Keszthely-Kultur ins Grab gelegt (Grab 6 und 9) Bei den Gräbern 8, 9 und 14 wurden kleine Goldröhrchen geborgen die wohl zu einem Haarnetz gehörten und auf enge Verbindungen der Kastellbewohner mit dem Mittelmeerraum hindeuten. Die Männer wurden mit ihren Waffen und mehrteiligen Gürtelgarnituren bestattet. Östlich des Horreums stand, wie schon w. o. erwähnt, eine große Anzahl von Backöfen. In den größeren von ihnen stieß man bei den Ausgrabungen auf Knochen einer größeren Gruppe von Kindern und Erwachsenen beiderlei Geschlechts. Sie wiesen Spuren von Hieb und Stichverletzungen auf. Nach Deponierung der Toten hatte man die Öfen einplaniert und weiter nördlich neue errichtet. Sie starben höchstwahrscheinlich eines gewaltsamen Todes, entweder während eines Angriffs oder aus anderen Gründen. Wann dieses Ereignis stattgefunden hatte, konnte nicht mehr geklärt werden. |             |
| Gräberfeld Fenéki Straße   | 6. Jahrhundert        | Es umfasste zehn Gräber und lag nördlich der spätrömischen Festung. Es handelte sich dabei um Bestattungen mit abgesetzten Grabgruben. Die eigentliche enge Grabgrube war mit Holzbrettern bedeckt. Daneben kamen jedoch auch Bestattungen in Baumsärgen vor. |             |
| Gräber am Nordtor          | Spätantike?           | Am westlichen Torturm stieß man bei Grabungen auf fünf Bestattungen unbekannter Zeitstellung. |             |
| Gräber an der Ostmauer     |                       | Hier wurden im 19. Jahrhundert beim Eisenbahnbau einige antike Gräber beobachtet. |             |
| Gräber an der Basilika II  | 6. Jahrhundert        | Die zeitliche Einordnung der Gräber innerhalb der Basilikamauern (intra muros) orientiert sich an den Bauphasen des Gebäudes, da sie in den meisten Fällen beigabenlos oder ausgeraubt worden waren. An Funden kam eine Riemenzunge des sogenannten Martynovka Kreises (Grab 3) aus der frühen awarischen Zeitperiode zum Vorschein. Auch der Fund einer Schere in einer Scheide aus Holz, Fragmente von im Tierstill II dekorierten Schuhen sowie ein einseitig geriffelter Knochenkamm erlauben keine genauere Datierung. Vermutlich wurden die Bestattungen in der zweiten Hälfte des 6. Jahrhunderts angelegt. Bei Grab I und 7 konnten man zwei nachträgliche Bestattungen beobachten. Die Knochen der zuvor Verstorbenen wurden dazu einfach beiseitegeschoben. Sämtliche untersuchten Skelette waren die von Männern. Die Toten aus Grab 9 und II starben im schon weit fortgeschrittenen Alter, möglicherweise handelte es sich dabei um zwei Angehörige der Priesterschaft. |             |

## Denkmalschutz
Die Denkmäler Ungarns sind nach dem Gesetz Nr. LXIV aus dem Jahr 2001 durch den Eintrag in das Denkmalregister unter Schutz gestellt. Die römischen Fundstellen in Keszthely-Fenékpuszta und Umgebung gehören als archäologische Fundstätten nach § 3.1 zum national wertvollen Kulturgut. Alle Funde sind nach § 2.1 Staatseigentum, egal an welcher Stelle der Fundort liegt. Verstöße gegen die Ausfuhrregelungen gelten als Straftat und werden mit Freiheitsentzug von bis zu drei Jahren bestraft.